# وست كارثاغ (نيويورك)
وست كارثاغ (بالإنجليزية: West Carthage, New York)‏ هي منطقة سكنية تقع في الولايات المتحدة في مقاطعة جيفيرسون. يقدر عدد سكانها بـ 2,012 نسمة ومساحتها 3.4 كم2 وترتفع عن سطح البحر 237 متر.

## التركيبة السكانية
حدّد مكتب تعداد الولايات المتحدة بيانات التركيبة السكانية لوست كارثاغ في تعداد الولايات المتحدة. في ما يلي، التركيبة السكانية حسب تعدادي 2000 و2010.

### تعداد عام 2000
بلغ عدد سكان وست كارثاغ 2,102 نسمة بحسب تعداد عام 2000، وبلغ عدد الأسر 830 أسرة وعدد العائلات 558 عائلة مقيمة في القرية. في حين سجلت الكثافة السكانية 579.1 نسمة لكل كيلومتر مربع (1,499.9/ميل2). وبلغ عدد الوحدات السكنية 915 وحدة بمتوسط كثافة قدره 252.1 لكل كيلومتر مربع (652.9/ميل2).
وتوزع التركيب العرقي للقرية بنسبة 89.34% من البيض و4.14% من الأمريكيين الأفارقة و0.81% من الأمريكيين الأصليين و1.81% من الأمريكيين ذوي الأصول الآسيوية و0.29% من سكان جزر المحيط الهادئ و1.57% من الأعراق الأخرى و2.05% من عرقين مختلطين أو أكثر و5.38% من الهسبانيون أو اللاتينيون من أي عرق.
بلغ عدد الأسر 830 أسرة كانت نسبة 40% منها لديها أطفال تحت سن الثامنة عشر تعيش معهم، وبلغت نسبة الأزواج القاطنين مع بعضهم البعض 54.6% من أصل المجموع الكلي للأسر، ونسبة 10.1% من الأسر كان لديها معيلات من الإناث دون وجود شريك، بينما كانت نسبة 2.5% من الأسر لديها معيلون من الذكور دون وجود شريكة وكانت نسبة 32.8% من غير العائلات. تألفت نسبة 28.7% من أصل جميع الأسر من عدة أفراد يعيشون في نفس المنزل ونسبة 15.9% كانت تتألف من شخص يعيش بمفرده يبلغ من العمر 65 عاماً أو أكثر. وبلغ متوسط حجم الأسرة المعيشية 2.53، أما متوسط حجم العائلات فبلغ 3.09.
بلغ العمر الوسطي للسكان 31.8 عاماً. وكانت نسبة 29.7% من القاطنين تحت سن الثامنة عشر، وكانت نسبة 10.4% بين الثامنة عشر والرابعة والعشرين عاماً، ونسبة 28.7% كانت واقعةً في الفئة العمرية ما بين الخامسة والعشرين والرابعة والأربعين عاماً، ونسبة 17.4% كانت ما بين الخامسة والأربعين والرابعة والستين، ونسبة 13.8% كانت ضمن فئة الخامسة والستين عاماً فما فوق. يوجد لكل 100 أنثى 85.9 ذكر، ويوجد لكل 100 أنثى في الثامنة عشر من عمرها فما فوق 85.0 ذكر.
بلغ متوسط دخل الأسرة في القرية 30,156 دولارًا، أما متوسط دخل العائلة فبلغ 34,609 دولارًا. وكان متوسط دخل الذكور 33,043 دولارًا مقابل 18,971 دولارًا للإناث. وسجل دخل الفرد الخاص بالقرية 14,915 دولارًا. وكانت نسبة 9.2% من العائلات ونسبة 10.6% من السكان تحت خط الفقر، وكان من هؤلاء نسبة 12.5% تحت سن الثامنة عشر ونسبة 8.5% في الخامسة والستين من العمر وما فوق.

### تعداد عام 2010
بلغ عدد سكان وست كارثاغ 2,012 نسمة بحسب تعداد عام 2010، وبلغ عدد الأسر 845 أسرة وعدد العائلات 543 عائلة مقيمة في القرية. في حين سجلت الكثافة السكانية 554.3 نسمة لكل كيلومتر مربع (1,435.6/ميل2). وبلغ عدد الوحدات السكنية 891 وحدة بمتوسط كثافة قدره 245.5 لكل كيلومتر مربع (635.8/ميل2).
وتوزع التركيب العرقي للقرية بنسبة 90.16% من البيض و4.22% من الأمريكيين الأفارقة و0.30% من الأمريكيين الأصليين و1.54% من الأمريكيين ذوي الأصول الآسيوية و1.19% من الأعراق الأخرى و2.58% من عرقين مختلطين أو أكثر و4.08% من الهسبانيون أو اللاتينيون من أي عرق.
بلغ عدد الأسر 845 أسرة كانت نسبة 34.7% منها لديها أطفال تحت سن الثامنة عشر تعيش معهم، وبلغت نسبة الأزواج القاطنين مع بعضهم البعض 46.3% من أصل المجموع الكلي للأسر، ونسبة 14.9% من الأسر كان لديها معيلات من الإناث دون وجود شريك، بينما كانت نسبة 3.1% من الأسر لديها معيلون من الذكور دون وجود شريكة وكانت نسبة 35.7% من غير العائلات. تألفت نسبة 31.4% من أصل جميع الأسر من عدة أفراد يعيشون في نفس المنزل ونسبة 13.8% كانت تتألف من شخص يعيش بمفرده يبلغ من العمر 65 عاماً أو أكثر. وبلغ متوسط حجم الأسرة المعيشية 2.37، أما متوسط حجم العائلات فبلغ 2.94.
بلغ العمر الوسطي للسكان 31.7 عاماً. وكانت نسبة 26.4% من القاطنين تحت سن الثامنة عشر، وكانت نسبة 11% بين الثامنة عشر والرابعة والعشرين عاماً، ونسبة 28.6% كانت واقعةً في الفئة العمرية ما بين الخامسة والعشرين والرابعة والأربعين عاماً، ونسبة 20.5% كانت ما بين الخامسة والأربعين والرابعة والستين، ونسبة 13.5% كانت ضمن فئة الخامسة والستين عاماً فما فوق. وتوزع التركيب الجنسي للسكان بنسبة 47.4% ذكور و52.6% إناث.

## أعلام
- ميخائيل باول
- كيسي باول